# Pokrytki
Pokrytki – wieś sołecka w Polsce położona w województwie mazowieckim, w powiecie mławskim, w gminie Strzegowo.
Wierni Kościoła rzymskokatolickiego należą do parafii św. Mikołaja w Niedzborzu.
W latach 1975–1998 miejscowość administracyjnie należała do województwa ciechanowskiego.

## Części wsi
| SIMC    | Nazwa        | Rodzaj    |
| ------- | ------------ | --------- |
| 0127002 | Aleksandrowo | część wsi |

## Historia
Pierwsza wzmianka o Pokrytkach pochodzi z 1349 r. Dokument wymienia nazwę Pokrite Wodi (dzisiejsze Pokrytki) i dotyczy odgraniczenia przez księcia płockiego Bolesława III dóbr uprawnych jego matki, księżnej Elżbiety. Wymienia on dziesięć miejscowości należących do kasztelanii wyszogrodzkiej, a wśród nich Pokrytki. W XVI w. wchodziły one w skład powiatu niedzborskiego, na pograniczu ziemi płockiej i zawkrzeńskiej (Zawkrze).
W 1502 roku Mikołaj Bartnicki kustosz katedry płockiej, sekretarz wielki koronny i właściciel Pokrytek wystąpił z prośbą o nadanie swej posiadłości praw miejskich. W 1503 r. król Aleksander Jagiellończyk dozwala księdzu Mikołajowi z Bartnik, swemu dworzaninowi lokować miasto w miejscu 2 wsi dziedzicznych Pokrytki, przyległych do siebie. 21 maja 1505 r. Pokrytki otrzymały miejskie prawo chełmińskie (Myedzyborze ex villa Pokrythy 1505). Nowe miasto nosiło nazwę Międzyborze (Myedziborze 1551 r.). W II połowie XVI w. nastąpiła zmiana w Niedzbórz (Niedzborz 1570 r. 1578 r.). Lokacja z 1503 r. wyraźnie dotyczyła 2 wsi Pokrytki, ale wbrew literze dokumentu jedna z tych wsi nie została włączona do nowo lokowanego miasta. 
20 sierpnia 1944 r. w Pokrytkach oddziały partyzanckie wchodzące w skład Brygady Armii Ludowej "Synowie Ziemi Mazowieckiej" pod dowództwem mjr. Władysława Marchoła "Mazura" stoczyły największą bitwę partyzancką na wcielonych do Rzeszy ziemiach polskich. 2 bataliony AL starły się z dwoma batalionami Waffen SS wspieranymi przez własowców i żandarmerię wyposażonymi m.in. w artylerię lekką, broń pancerną i wspartymi przez lotnictwo. Po ciężkiej, całodniowej walce oddział partyzancki wyrwał się z okrążenia. Hitlerowcy stracili sześciu żołnierzy SS (20 zostało rannych). Po stronie partyzanckiej padło siedmiu zabitych i pięciu rannych. W wyniku walk spłonęła połowa miejscowych zabudowań.
W bitwie polegli m.in.:
- Szef wydziału operacyjnego — kpt. Czesław Wiśniewski („Wicher”)
- Dowódca 2 Batalionu im. Ziemi Rypińskiej por. Józef Gumiński („Dąb”)
- Dowódca plutonu — ppor. Eugeniusz Kopka („Jaszczur”).

18 września 1939 roku w Pokrytkach urodziła się posłanka na sejm II i III kadencji Anna Zalewska.
W Pokrytkach urodził się Franciszek Cieślak „Wilczur”, „Szatan” – żołnierz antykomunistycznego podziemia, aresztowany w 1946 roku, skazany na karę śmierci,  wyrok w wyniku amnestii zamieniono na karę więzienia, w którym spędził 22 lata. 

## Grodzisko
Na terenie Pokrytek istniało grodzisko. Była to średniowieczna lokalizacja osady o nazwie „Międzyleś”, zlokalizowane ok. 300 m od zabudowań obecnej miejscowości. Na powierzchni terenu występują tam ślady zabudowy jak i wykopalisk archeologicznych.